# كلوديا فان دن هايليخنبيرخ
آنا جيراردا ماريا "كلوديا" فان دن هايليخنبيرخ (من مواليد 25 مارس 1985) لاعبة كرة قدم هولندية، لعبت كظهير أيسر أو جناح أيسر مثلت منتخب هولندا لكرة القدم للسيدات بين عامي 2005 و2016 وفازت بلقب الدوري الوطني والكأس في هولندا.

## مسيرتها الكروية
ولدت في رويلوفاريندسفين، وبدأت اللعب في السادسة من عمرها مع فريق الشباب بنادي إس في ألكمانيا في أود ويترينج. بعد أن تم اكتشافها من قبل الاتحاد الملكي الهولندي لكرة القدم، انتقلت إلى نادي راسينغ في لايدردورب (RCL) ولعبت في إيرست كلاس، الدرجة الثانية في ذلك الوقت. كانت هدافة دوري إيرست كلاس موسم 2003-2004. ثم انتقلت إلى نادي هوفدكلاس (الدرجة الأولى) تير ليدي وفازت بالدوري الهولندي (هوفدكلاس) وكأس هولندا للسيدات وكأس السوبر الهولندي للسيدات في 2006-2007.
عندما تأسس الدوري الهولندي للسيدات المحترفات (إريديفيزي فروين) في عام 2007، انتقلت إلى أيه زد ألكمار، وفازت بالدوري الهولندي (إريديفيزي) في ثلاثة مواسم متتالية (2007-08، 2008-09 و2009-10) وكأس هولندا في 2010–11. خلال فترة وجودها في النادي، لعبت أيضًا سبع مباريات في دوري أبطال أوروبا للسيدات وسجلت هدفين. وانسحب النادي في نهاية موسم 2010-11، وانتقلت مثل معظم لاعباته إلى فريق تيلستار الذي تم تشكيله حديثًا. لعبت موسمين في تيلستار، الأول في الدوري الهولندي الممتاز والثاني في دوري دوري بيني الذي تم إنشاؤه حديثًا (اندماج بين الدوريين الهولندي والبلجيكي لكرة القدم للسيدات المحترفين). في عام 2013 انضمت إلى نادي أياكس حيث فازت بكأس هولندا للمرة الثالثة في موسم 2013-2014. في عام 2015، انتقلت إلى نادي جينا ضمن الدوري الألماني للسيدات ولعبت موسمين في النادي قبل أن تنتقل إلى بايرن ميونخ الثاني من الدوري الألماني الثاني في عام 2017.

## مسيرتها دولية
كلاعبة في نادي راسينغ ليدردورب (RCL)، انضمت في التاسعة عشرة من عمرها إلى فريق منتخب هولندا الوطني. لعبت لأول مرة تحت قيادة المدربة فيرا باو في 7 سبتمبر 2005 في مباراة ودية على أرضها مباراة استعراضية انتهت بهزيمة المنتخب الهولندي بنتيجة 2-0 أمام إيطاليا في زفوله.
تم اختيارها من قبل المدرب فيرا باو لتكون ضمن تشكيلة المنتخب الوطني لبطولة أمم أوروبا للسيدات 2009،لعبت في اثنتين من مباريات هولندا الخمس في البطولة وساعدت الفريق على الوصول إلى الدور نصف النهائي.
في ديسمبر 2009، استبعدت المدربة الوطنية آنذاك فيرا باو، كلا من كلوديا وديان بيتو من التشكيلة قبل مباراة ضد منتخب بيلاروسيا للسيدات. أثار القرار جدلاً واسعاً، حيث أفادت التقارير أن الثنائي طُردا بسبب علاقتهما الحميمة. رفضت باو هذه الادعاءات بغضب قائلاً إنه من الإهانة الإشارة إلى استبعادهما بسبب علاقتهما.
بقيت فان دن هيليجنبرج وبيتو معًا تمت إعادة كل منهما إلى المنتخب الوطني من قبل المدرب الوطني التالي روجر رينرز في عام 2010. شاركت في المباراة الت انتهت بفوز المنتخب الهولندي بنتيجة 2-0 على أيرلندا في أغسطس 2010 هي مباراتها الدولية الخمسين. تم اختيارها ضمن تشكيلة منتخب هولندا لبطولة أمم أوروبا للسيدات 2013 في السويد.
إصابة في الركبة حرمتها من فرصة المشاركة في كأس العالم للسيدات 2015. خلال المواسم التالية، أبعدتها الإصابات الأخرى عن المنافسة على اختيارات المنتخب الوطني،لعبت مباراة واحدة، في 25 يناير 2016 ضد الدنمارك، وكانت مباراتها الدولية رقم 97، وكانت الأخيرة في النهاية، حيث أُعلن اعتزالها الدولي في 6 يوليو 2017. سجلت ثمانية أهداف للمنتخب الوطني..

## حياتها الشخصية
كانت والدتها ماري فان دير مير لاعبة كرة قدم هولندية دولية، وشاركت في أربع مباريات مع منتخب هولندا في سبعينيات القرن الماضي. جمعت بين العمل في قوة الشرطة الهولندية ولعب كرة القدم أثناء وجودها في تيلستار. في سبتمبر 2018 ارتبطت كلوديا مع لاعبة كرة قدم في نادي أياكس لوسي فونكوفا. في مارس 2021 أعلنت لوسي عن حمل كلوديا على وسائل التواصل الاجتماعي.

## إحصائيات
| الرقم | التاريخ        | المكان                              | الخصم   | تسجيلها | النتيجة | المسابقة                       |
| ----- | -------------- | ----------------------------------- | ------- | ------- | ------- | ------------------------------ |
| 1     | 12 أكتوبر 2005 | ملعب أوسترينكس، زفوله، هولندا       | سويسرا  | 2–0     | 6–0     | مباراة ودية                    |
| 2     | 12 أكتوبر 2005 | ملعب أوسترينكس، زفوله، هولندا       | سويسرا  | 3–0     | 6–0     | مباراة ودية                    |
| 3     | 12 أبريل 2006  | أوسترينكستاديون، زفول، هولندا       | آيسلندا | 1–0     | 2–1     | مباراة ودية                    |
| 4     | 12 أبريل 2006  | أوسترينكستاديون، زفول، هولندا       | آيسلندا | 2–1     | 2–1     | مباراة ودية                    |
| 5     | 6 يونيو 2010   | سبورتبارك دي دورينز، لونهوت، بلجيكا | بلجيكا  | 1–0     | 2–0     | مباراة ودية                    |
| 6     | 15 ديسمبر 2010 | ملعب باكايمبو، ساو باولو، البرازيل  | المكسيك | 2–1     | 3–1     | بطولة ساو باولو الدولية 2010   |
| 7     | 9 مارس 2011    | ملعب باراليمني، باراليمني، قبرص     | كندا    | 1–1     | 1–2     | كأس قبرص 2011                  |
| 8     | 10 أبريل 2014  | ملعب دي براك، هيلموند، هولندا       | ألبانيا | 1–0     | 10–1    | تصفيات كأس العالم للسيدات 2015 |

## الإنجازات
تير ليرد
- هوفدكلاسي: 2006–07
- كأس هولندا: 2006–07
- كأس السوبر الهولندي: 2006–07

ألكمار
- الدوري الهولندي: 2007–08، 2008–09، 2009–10
- كأس هولندا: 2010–11

أياكس
- كأس هولندا: 2013–14